# Liczby niewymierne
Liczby niewymierne – liczby rzeczywiste niebędące wymiernymi, czyli niebędące ilorazami liczb całkowitych, czasem oznaczane różnicą zbiorów: {\displaystyle \mathbb {R} \backslash \mathbb {Q} }. Przykłady to:
- pierwiastek kwadratowy z dwóch ({\displaystyle {\sqrt {2}}});
- inne pierwiastki arytmetyczne z liczb naturalnych niebędące liczbami naturalnymi, np. {\displaystyle {\sqrt {99992}}}[potrzebny przypis];
- liczba pi (π)[4];
- podstawa logarytmu naturalnego (e)[5];
- stała Gelfonda-Schneidera {\displaystyle 2^{\sqrt {2}}};
- {\displaystyle {\sqrt {2}}^{\sqrt {2}}}[6];
- {\displaystyle \log _{2}9}[6];
- stała Apéry’ego {\displaystyle A:=\zeta (3):=\sum \limits _{n=1}^{\infty }{\frac {1}{n^{3}}}}[3].

Rozwinięcie dziesiętne liczby niewymiernej jest nieskończone i nieokresowe. Przez to przykładem liczby niewymiernej jest też 0,123456789101112131415... – konkatenacja zapisów dziesiętnych kolejnych liczb naturalnych.

## Dzieje badań
Najstarsze opisy niewymierności pochodzą ze starożytnej Grecji, konkretniej od Pitagorejczyków, którzy wykazali niewymierność liczby {\displaystyle {\sqrt {2}}}. Zauważyli oni, że przekątna kwadratu o boku 1, możliwa do obliczenia twierdzeniem Pitagorasa, jest niewspółmierna z bokiem. Potem udowodniono niewymierność innych stałych:
| stała                     | dowód niewymierności | dowód niewymierności    |
| stała                     | data                 | autor                   |
| ------------------------- | -------------------- | ----------------------- |
| e                         | 1737                 | Leonhard Euler          |
| π                         | 1760                 | Johann Heinrich Lambert |
| {\displaystyle \zeta (3)} | 1979                 | Roger Apéry             |

## Własności
- Zbiór liczb niewymiernych jest gęsty i nieprzeliczalny[7].
- Liczba niewymierna podniesiona do potęgi niewymiernej może być wymierna. Inaczej, istnieją takie liczby niewymierne {\displaystyle a} i {\displaystyle b,} że liczba {\displaystyle a^{b}} jest wymierna. Przykłady to[6]:

{\displaystyle {\sqrt {2}}^{\log _{2}9}=2^{{\frac {1}{2}}\log _{2}(3^{2})}=2^{\log _{2}3}=3,}
{\displaystyle ({\sqrt {2}}^{\sqrt {2}})^{\sqrt {2}}=({\sqrt {2}})^{({\sqrt {2}}^{2})}=({\sqrt {2}})^{2}=2.}
- O własnościach niektórych potęg z niewymiernymi wykładnikami mówi twierdzenie Gelfonda-Schneidera[6].
- Liczba niewymierna do potęgi wymiernej może być wymierna lub nie: {\displaystyle {\sqrt {2}}^{2}=2\in \mathbb {Q} ,{\sqrt {2}}^{3}=2{\sqrt {2}}\notin \mathbb {Q} }.
- Każdą liczbę niewymierną można rozwinąć w nieskończony ułamek łańcuchowy; skończone ułamki łańcuchowe przedstawiają liczby wymierne[8].
- Liczby niewymierne wypełniają luki w przekrojach Dedekinda zbioru liczb wymiernych {\displaystyle \mathbb {Q} } dając w efekcie przestrzeń zupełną[potrzebny przypis].
- Jako podprzestrzeń linii prostej {\displaystyle \mathbb {R} ,} zbiór liczb niewymiernych jest homeomorficzny z przestrzenią Baire’a, czyli ze zbiorem wszystkich funkcji {\displaystyle f\colon \mathbb {N} \to \mathbb {N} }[potrzebny przypis].